# Ajuda Suïssa
El Comitè Suís d'Ajuda als infants d'Espanya, més conegut com a "Ajuda Suïssa" (en castellà "Ayuda Suiza"), va ser una plataforma o xarxa d'entitats i associacions no governamentals suïsses d'ideologies i tendències diverses per unificar l'ajuda als infants damnificats de la guerra d'Espanya (1936-39). El nom original fou, en alemany, Schweizerischen Arbeitsgemeinschaft für Spanienkinder (SAS) i en francès Comité neutre de Secours aux Enfants d'Espagne. Aquesta plataforma va ser creada el febrer del 1937 per iniciativa de Rodolfo Olgiati, secretari de l'entitat pacifista Servei Civil Internacional (SCI), que va impulsar un pla per actuar a Espanya i aglutinar el màxim d'entats suïsses per contribuir a l'ajut humanitari, amb el vist-i-plau del govern federal suís, que inicialment havia mostrat reticències per una interpretació estricta de la neutralitat. El SCI fou de fet una de les entitats més importants del comitè i la que va aportar un nombre més gran de voluntaris sobre el terreny, una trentena al llarg de la guerra, majoritàriament suïssos. Olgiati va esdevenir també el secretari del comitè. Els beneficiaris principals de l'ajut van ser els infants i altra població vulnerable, com les persones grans i les mares embarassades i lactants.

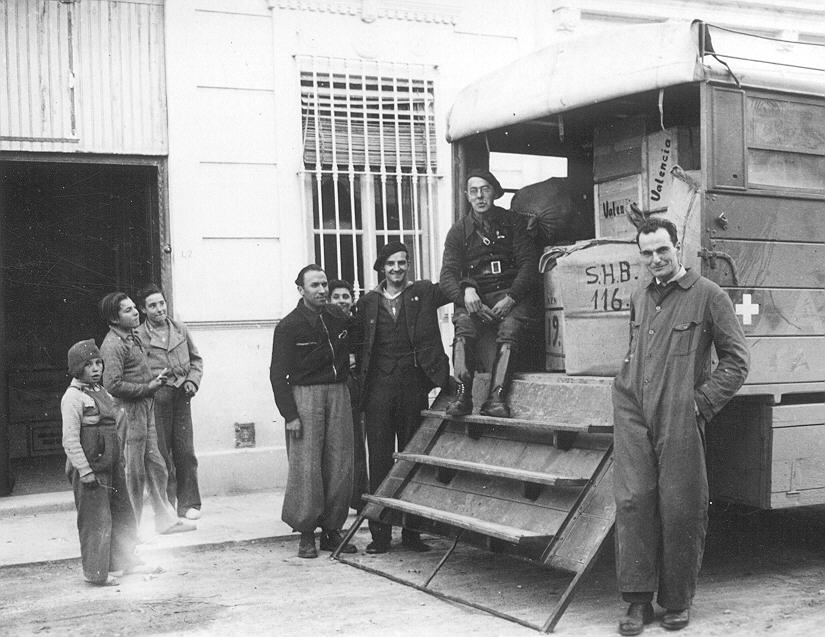
Ajuda Suïssa 1937

En principi, l'Ajuda Suïssa estava disposada a actuar en qualsevol de les zones en conflicte però, a la pràctica, va actuar gairebé sempre en la zona republicana, perquè en general els nacionals van refusat l'ajut. Hi va haver grups locals de l'Ajuda Suïssa a Madrid, Barcelona, València i Múrcia. Les tasques principals que van cobrir els voluntaris van ser: gestió de cantines i menjadors, evacuació d'infants des de zones de guerra cap a altres indrets més segurs, enviament d'articles de primera necessitats (fruit dels recaptes) a colònies infantils, refugis i hospitals i suport logístic a aquests establiments, per mitjà de l'assistència directa i dels apadrinaments. Van treballar conjuntament amb institucions republicanes i entitats locals que s'ocupaven de l'acollida dels infants i de les famílies refugiades. També van col·laborar amb els quàquers en moltes de les missions.
Van pertànyer a l'Ajuda Suïssa, com a membres del SCI, Elisabeth Eidenbenz, Ruth von Wild, Karl Ketterer, Irma Schneider, Ralph Hegnauer, Trudi Ketterer, Maurice Dubois, Elsbeth Kasser, Willy Begert i Eleonore Imbelli, entre d'altres.

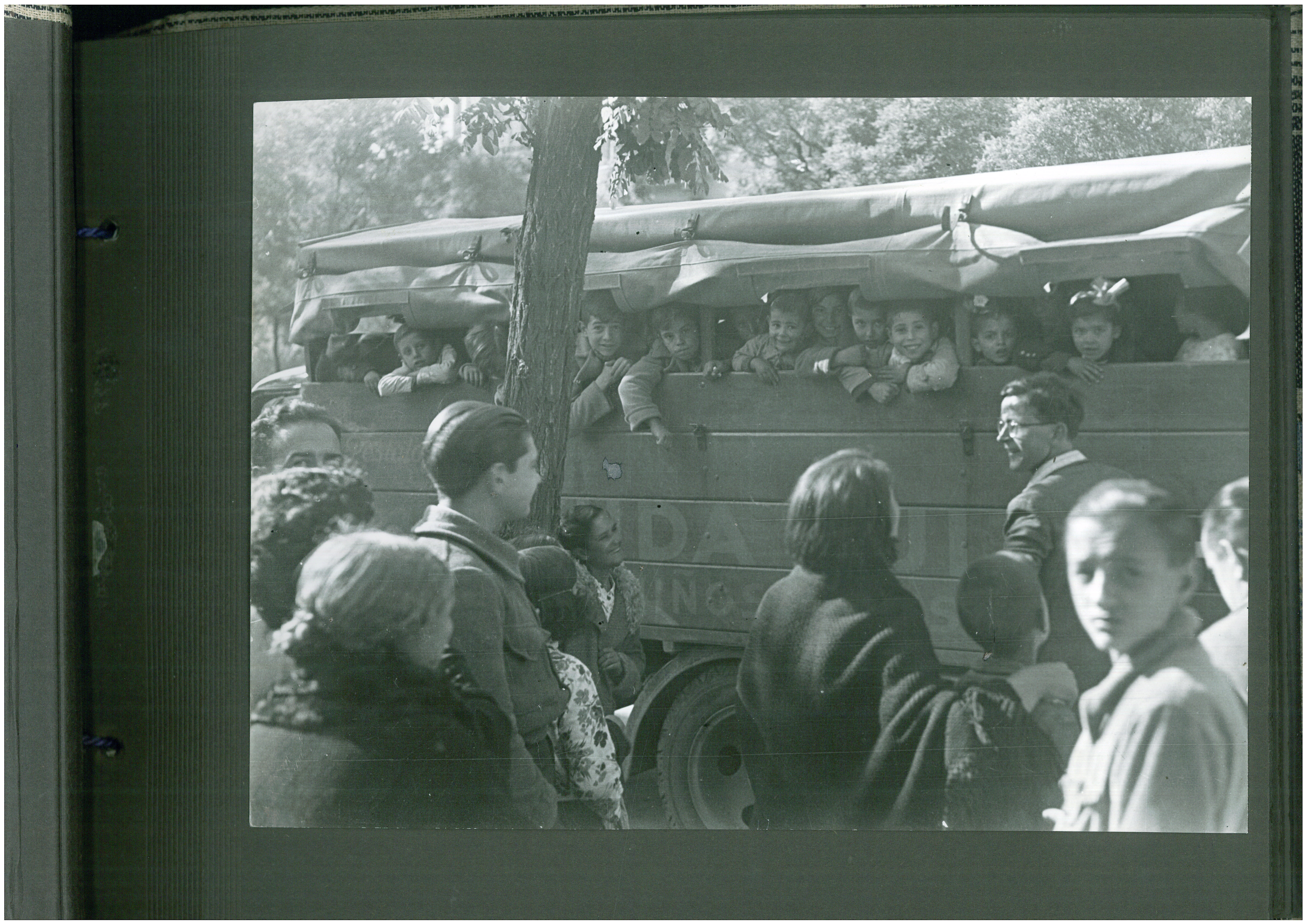
Ajuda Suïssa 1937

El gener del 1939, la majoria dels voluntaris de l'Ajuda Suïssa van marxar d'Espanya. En pocs mesos, van reorganitzar-se al sud de França per assistir els milers de refugiats internats als camps i per recuperar els infants de les colònies apadrinades que havien estat evacuats cap a França. En aquest context, van fundar colònies infantils i maternitats, com la coneguda Maternitat d'Elna, i van donar servei a diversos camps d'internament.
En 1940, l'Ajuda Suïssa es va adaptar a la nova situació creada per l'esclat de la Segona Guerra Mundial i es va refundar amb el nom de "Càrtel Suís de Socors als Infants víctimes de la guerra", en alemany Schweizerischen Arbeitsgemeinschaft für kriegsgeschädigte Kinder (SAK). Seguia sent una plataforma neutral d'ONG, liderada pel SCI, que estenia el seu àmbit d'acció a tots els infants refugiats ja que, en aquell moment, començaven a arribar al sud de França infants refugiats de les zones de guerra del nord del país. A partir del 1942, la plataforma va ser transferida a la Creu Roja suïssa, que va estendre la seva acció humanitària per tot França, amb sistemes d'ajuda que ja havien estat utilitzats durant la guerra espanyola.